# Orthacanthacris
Orthacanthacris is een geslacht van rechtvleugeligen uit de familie veldsprinkhanen (Acrididae). De wetenschappelijke naam van dit geslacht is voor het eerst geldig gepubliceerd in 1896 door Karsch.

## Soorten
Het geslacht Orthacanthacris omvat de volgende soorten:
- Orthacanthacris bimaculatua Willemse, 1922
- Orthacanthacris humilicrus Karsch, 1896